# Associazione Hockey Como
L'Associazione Hockey Como, più spesso nota come Hockey Como, è una squadra di hockey su ghiaccio italiana, con sede a Como.
Fondata nel 1971, milita per la stagione 2022-2023 in Italian Hockey League, il secondo livello del campionato italiano di hockey su ghiaccio.

## Storia

### Gli anni in Serie B
La società viene fondata nel 1971 da un gruppo di "fuoriusciti" dei Diavoli Milano: Mario Bedogni, Marco Lusena, Luigi Rivolta, Andrea Lusena, Sergio Freda e Cesare Bressan, che costituiscono la sezione hockey in seno all'Ice Club Como. La squadra si iscrive al campionato di Serie B per la stagione 1971-1972, concludendo al 3º posto, risultato bissato nella stagione successiva.
Nel 1973 arriva il canadese Wayne Radomsky, proveniente da Edmonton, il primo straniero del Como. Nel 1975-1976 i lariani chiudono il campionato cadetto al 2º posto, alle spalle del Valpellice, che conquista la promozione in Serie A all'ultima giornata. Due anni più tardi viene terminata la copertura dello stadio di Casate e inizia l'attività della seconda formazione cittadina, l'Amatori Sport Ghiaccio Brianza.
La stagione 1979-1980 vede una squadra interamente composta da giocatori italiani, mentre nella stagione successiva l'innesto del canadese Steve Dabuss porta il Como al 4º posto. Successivamente, viene ingaggiato come allenatore-giocatore Craig Tresham e quindi, nel 1983, Rudi Hiti: sotto la guida di quest'ultimo i lariani vengono promossi in Serie A per la prima volta nella loro storia.

### Tre stagioni in Serie A
La stagione in Serie A si conclude con l'immediata retrocessione della squadra, diretta in panchina dallo svizzero Roberto Mazzetti. Per la Serie B 1985-1986 il Como guidato dallo statunitense Bradley Kwong raggiunge la finale per la promozione in Serie A, venendo sconfitto dal Renon. Dopo due stagioni chiuse al 3º posto, il Como vince il torneo cadetto nel 1988-1989, ma successivamente rinuncia alla promozione in Serie A e si fonde con i Devils Milano, fusione che durerà - con alterne fortune - per tre anni.
Nel 1991-1992, la squadra azzurra domina la regular season di Serie B2, ma chiude i play-off al 4º posto. L'anno seguente si iscrive al torneo di Serie B1, dove raggiunge il 7º posto, per poi terminare tre campionati tutti al terzo gradino del podio. La riforma dei campionati porta il Como a partecipare alla Serie A nel particolare campionato 1996-1997, chiudendo all'ultimo posto e retrocedendo dopo una sola stagione.
Due anni dopo la formazione azzurra conquista per la seconda volta nella sua storia la promozione in Serie A, torneo che vede nella stagione 1999-2000 i lariani chiudere al 2º posto nel gruppo C, 9° complessivo.

### Anni 2000
Nel 2000-2001 il club si iscrive al campionato di Serie C. Inizia un periodo di difficoltà che vede la prima squadra inattiva per ben tre delle successive 4 stagioni. Dal 2005 la società partecipa regolarmente al campionato di Serie C, con la sola eccezione del torneo 2007-2008 nel quale, ancora una volta, non è stata formata la prima squadra. In quella stagione un successo importante è arrivato dalla formazione Under-16, che si è laureata campione d'Italia. Lo sponsor nel 2008 è Ostinelli Seta.
Nella stagione 2009-2010 la formazione Under-15 è stata vice-campione d'Italia, un risultato particolarmente importante poiché si è trattato della prima squadra al di fuori dell'Alto Adige a raggiungere tale traguardo. I due fratelli Giovanni e Paolo Morini vennero convocati nelle selezioni Nazionali Under-18 e Under-20. Sempre in quella stagione è stato firmato un accordo di collaborazione con l'Hockey Milano Rossoblu per il settore giovanile Under-20, che le due società hanno gestito in comune.
Il 31 luglio 2012 è stato annunciato l'ingaggio del ceco Karel Blažek come allenatore. La squadra, sponsorizzata Ambrosoli, conclude la stagione regolare al 6º posto e si qualifica per i play-off, venendo eliminata al primo turno dall'Alleghe.
Nella stagione 2016-2017 la categoria under 16 ha conquistato la coppa Italia battendo l'Appiano 3-2 e il Valdifiemme 6-5. Alla guida della squadra l'allenatore ucraino Petr Malkov, allenatore anche della prima squadra, militante in seconda serie.
Nel 2021, Massimo Da Rin è subentrato alla guida della prima squadra, con Malkov passato alla direzione dell'intero settore giovanile lariano.

## Colori e simboli

### Colori sociali
I colori sociali dell'Hockey Como sono il bianco ed il blu. Nella divisa sono spesso utilizzati insieme al rosso.

### Emblema
Lo stemma sociale raffigura un bastone da hockey su ghiaccio stilizzato, con all'interno la scritta HOCKEY COMO. A fianco, le iniziali HC.

## Pista
Il Como gioca le partite casalinghe al Palaghiaccio Casate, impianto costruito nel 1970 e sito nella frazione di Casate, al confine tra il capoluogo e San Fermo della Battaglia.
La struttura, dotata di copertura integrale, ha una capienza di 2 500 posti. Negli ultimi anni è stata al centro di diverse polemiche per via dell'inquinamento acustico ai danni delle abitazioni vicine, contenzioso risolto nel 2012 con l'inizio dei lavori di ristrutturazione ed insonorizzazione dell'impianto, per un costo complessivo di 180 000 euro.

## Allenatori
- 1971-1980  Mario Bedogni
- 1980-1983  Craig Tresham
- 1983-1984  Rudi Hiti
- 1984-1985  Roberto Mazzetti
- 1985-1986  Bradley Kwong
- 1986-1988 ?
- 1988-1989  Ignac Kaveć
- 1989-1993 ?
- 1993-1994  Nebojša Ilić
- 1994-2007 ?
- 2007-2010  Danilo Bertotto
- 2010  Patrice Lefebvre
- 2010-2012  Danilo Bertotto
- 2012-2016  Karel Blažek
- dal 2016  Petr Malkov
- 2021-2022  Massimo Da Rin

## Palmarès
- Campionato di Serie B1: 1

1988-1989
- Campionato di Serie C: 1

2000-2001

## Statistiche e record

### Partecipazione ai campionati
In 39 stagioni sportive a partire dall'incardinamento nel sistema della FISG nel 1971 con un primo torneo di Serie B. Sono escluse le stagioni 2001-2002, 2002-2003, 2004-2005 e 2007-2008 nelle quali non ha preso parte a nessun campionato.
| Livello | Categoria             | Partecipazioni | Debutto   | Ultima stagione | Totale |
| ------- | --------------------- | -------------- | --------- | --------------- | ------ |
| 1º      | Serie A               | 2              | 1984-1985 | 1999-2000       | 3      |
| 1º      | Serie A2              | 1              | 1996-1997 | 1996-1997       | 3      |
| 2º      | Serie B               | 17             | 1971-1972 | 2016-2017       | 30     |
| 2º      | Serie B1              | 7              | 1987-1988 | 1995-1996       | 30     |
| 2º      | Serie A2              | 1              | 1998-1999 | 1998-1999       | 30     |
| 2º      | Italian Hockey League | 5              | 2017-2018 | oggi            | 30     |
| 3º      | Serie B2              | 1              | 1991-1992 | 1991-1992       | 12     |
| 3º      | Serie B               | 2              | 1997-1998 | 2017-2018       | 12     |
| 3º      | Serie C               | 9              | 2000-2001 | 2012-2013       | 12     |